# Trissolcus japonicus
Trissolcus japonicus is een vliesvleugelig insect uit de familie van de Scelionidae. De wetenschappelijke naam van de soort is voor het eerst geldig gepubliceerd in 1904 door Ashmead.